# 諾伍德 (密蘇里州)
諾伍德（英語：Norwood）是位於美國密蘇里州賴特縣的城市。

## 人口
根據2020年美國人口普查的數據，諾伍德的面積為4.15平方千米，皆為陸地。當地共有人口578人，而人口密度為每平方千米139人。